# ابن سیار الوراق

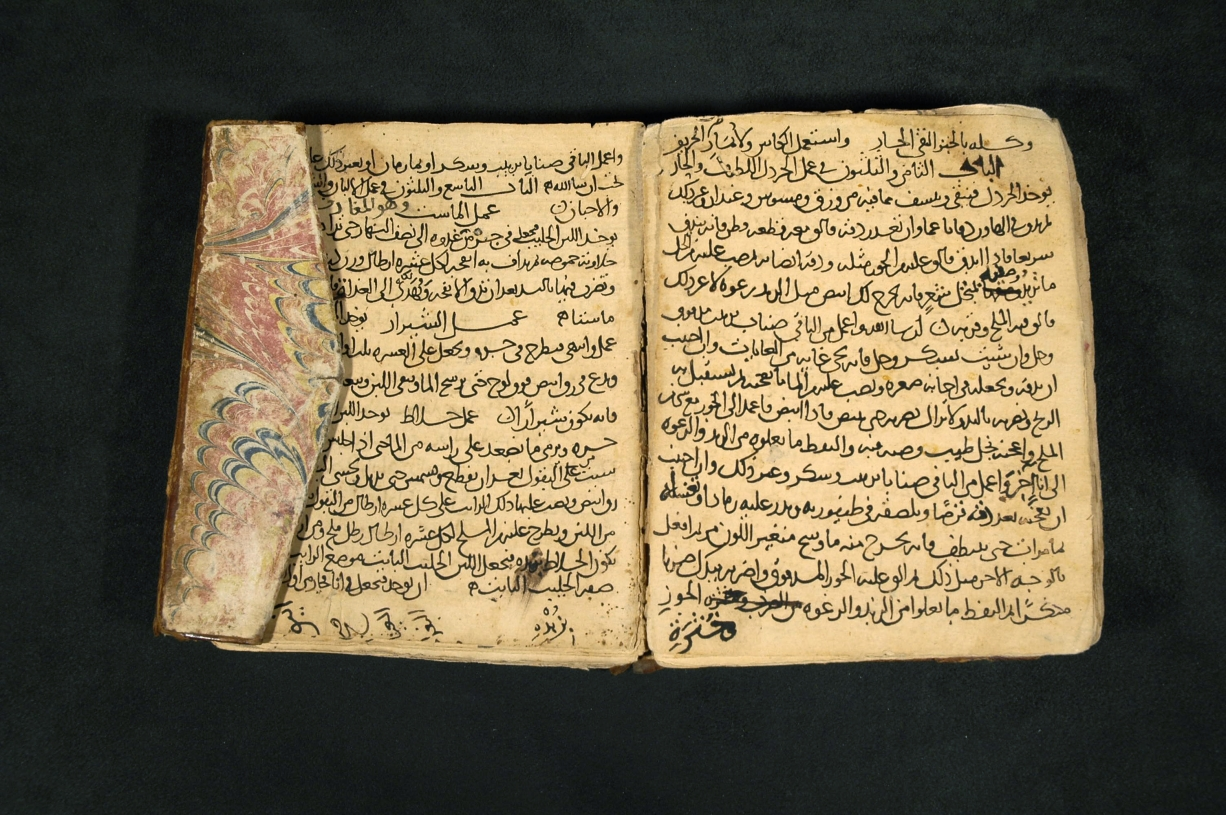
یکی از صفحات کتاب آشپزی ابن سیار

ابو محمد المظفر بن نصر ابن سیار الوراق نویسنده عرب بغدادی قرن دهم میلادی در دوران خلافت عباسی بود. او گردآورنده کتاب آشپزی (۹۶۰-۹۴۰میلادی) به نام کتاب الطبیخ بود. این اولین کتاب آشپزی شناخته شده عربی است، شامل بیش از ۶۰۰ دستور غذا که به ۱۳۲ فصل تقسیم شده‌است.

## کتاب الطبیخ
کتاب الطبیخ قدیمی‌ترین کتاب آشپزی عربی بازمانده است که توسط الوراق در قرن دهم نوشته شده‌است. از دستور العمل‌های دربار قرن هشتم و نهم خلافت عباسی در بغداد گردآوری شده‌است. برخی از محققان حدس می‌زنند که الوراق ممکن است این دست نوشته را از طرف یکی از حامیان، شاهزاده حمدانی، سیف الدوله ، تهیه کرده باشد، که در پی بهبود اعتبار فرهنگی دربار خود در حلب بود، زیرا دربار در بغداد رو به زوال بود.
برخی از دستور العمل‌های کتاب، مانند عصیده (پودینگ شیرین شده با خرما)، از غذاهای نسبتاً ساده شبه جزیره عربستان آمده‌است، اما این کتاب حاوی دستور العمل‌هایی برای خورش‌های فانتزی با نام‌های فارسی نیز می‌باشد. همچنین یک فصل کامل در مورد نبطیات، خورش‌های دلچسب با منشأ «نبطی» (عراقی) وجود دارد.
چندین ترجمه جزئی یا کامل به زبان‌های اروپایی موجود است:
- نوال نصرالله، ترجمه مشروح[۳]
- لیلیا زائولی، انتخاب دوجین دستور پخت
- ترجمه ایتالیایی سابرینا فاوارو[۴]
- دیوید وینز، مجموعه ای از دستور العمل‌ها[۵]